# Paralimnophila
Paralimnophila är ett släkte av tvåvingar. Paralimnophila ingår i familjen småharkrankar.

## Dottertaxa tillParalimnophila, i alfabetisk ordning[1]
- Paralimnophila albofasciata
- Paralimnophila alice
- Paralimnophila angusticincta
- Paralimnophila apicalis
- Paralimnophila artursiana
- Paralimnophila aurantiipennis
- Paralimnophila aurantionigra
- Paralimnophila barockee
- Paralimnophila barringtonia
- Paralimnophila bicincta
- Paralimnophila bingelima
- Paralimnophila boobootella
- Paralimnophila caledonica
- Paralimnophila christine
- Paralimnophila conspersa
- Paralimnophila contingens
- Paralimnophila cooloola
- Paralimnophila danbulla
- Paralimnophila decincta
- Paralimnophila decorata
- Paralimnophila delecta
- Paralimnophila diffusior
- Paralimnophila dobrotworskyi
- Paralimnophila emarginata
- Paralimnophila euchroma
- Paralimnophila eucrypta
- Paralimnophila eungella
- Paralimnophila euryphaea
- Paralimnophila flammeola
- Paralimnophila flavipes
- Paralimnophila fraudulenta
- Paralimnophila fuscoabdominalis
- Paralimnophila fuscodorsata
- Paralimnophila gingera
- Paralimnophila gracilirama
- Paralimnophila grampiana
- Paralimnophila guttulicosta
- Paralimnophila harrisoni
- Paralimnophila holoxantha
- Paralimnophila hybrida
- Paralimnophila incompta
- Paralimnophila indecora
- Paralimnophila infestiva
- Paralimnophila irrorata
- Paralimnophila isolata
- Paralimnophila kosciuskana
- Paralimnophila leucophaeata
- Paralimnophila macquarie
- Paralimnophila maxwelliana
- Paralimnophila minuscula
- Paralimnophila mossmanensis
- Paralimnophila murdunna
- Paralimnophila mystica
- Paralimnophila neboissi
- Paralimnophila neocaledonica
- Paralimnophila nigritarsis
- Paralimnophila pachyspila
- Paralimnophila pallidicornis
- Paralimnophila pallitarsis
- Paralimnophila pectinella
- Paralimnophila perdiffusa
- Paralimnophila perirrorata
- Paralimnophila perreducta
- Paralimnophila pewingi
- Paralimnophila pirioni
- Paralimnophila praesignis
- Paralimnophila puella
- Paralimnophila punctipennis
- Paralimnophila rara
- Paralimnophila remingtoni
- Paralimnophila remulsa
- Paralimnophila rieki
- Paralimnophila selectissima
- Paralimnophila serraticornis
- Paralimnophila setulicornis
- Paralimnophila shewani
- Paralimnophila signifera
- Paralimnophila skusei
- Paralimnophila sponsa
- Paralimnophila stolida
- Paralimnophila stradbrokensis
- Paralimnophila stygipes
- Paralimnophila styligera
- Paralimnophila subfuscata
- Paralimnophila tarra
- Paralimnophila terania
- Paralimnophila terminalis
- Paralimnophila tortilis
- Paralimnophila toxopeana
- Paralimnophila unicincta
- Paralimnophila wataganensis
- Paralimnophila victoria
- Paralimnophila wilsoniana
- Paralimnophila winta